# Sant'Omobono
Sant'Omobono, även benämnd Sant'Omobono de' Sartori, är en kyrkobyggnad i Rom, helgad åt den helige Homobonus. Kyrkan är belägen vid Vico Jugario i Rione Ripa och tillhör församlingen Santa Maria in Portico in Campitelli.

## Kyrkans historia
Under romarriket låg två tempel här: Mater Matutas tempel och Fortunas tempel. Dagens kyrka uppfördes på platsen för den medeltida kyrkan San Salvatore in Portico. Enligt en teori åsyftar tillnamnet ”Portico” den antika Porticus Crinorum; en annan teori hävdar att tillnamnet syftar på det sjukhus, som låg i anslutning till kyrkan Santa Maria in Portico. Kyrkan San Salvatore in Portico restaurerades år 1510 och förlänades år 1575 åt Università dei sartori, det vill säga skräddarnas skrå. Skrået lät renovera kyrkan och helga den åt sin skyddspatron – den helige Homobonus. I en förteckning över Roms kyrkor, sammanställd 1575–1583 av Francesco del Sodo, kanik vid Santa Maria in Cosmedin, benämns den nya kyrkan Sant'Omobono de Sartori.
Kyrkan genomgick en ny restaurering år 1767 och ytterligare en under 1800-talets hälft, då innertaket och golvbeläggningen renoverades.
Fasaden har fyra kolossalpilastrar och ett oxöga. Fasadens krönande fris bär följande inskription:
Interiören är enskeppig med absid. Takmålningen, utförd av Cesare Mariani år 1877, framställer Jungfru Marie kröning som himmelens drottning med de heliga Homobonus och Antonius av Padua. Högaltarmålningen av Pietro Turini från tidigt 1500-tal visar Den tronande Kristus och därunder Jungfrun med Barnet. I en lynett på vänster sida i kyrkorummet framställs Gud Fadern som den gudomlige skräddaren som förser Adam med en pälsbrämad mantel.
Den tyske arkeologen Christian Hülsen hävdar att kyrkan San Salvatore in Statera är identisk med Sant'Omobono, men detta är felaktigt enligt den schweiziske arkeologen Christoph Reusser.

## Bilder
| - Sant'Omobono (nummer 1046) på Giovanni Battista Nollis topografiska karta över Rom från år 1748. Övriga avbildade byggnader i urval: 1038) San Nicola in Carcere, 1039) Oratorio di San Nicola in Carcere, 1040) Santa Galla, 1047) Sant'Eligio dei Ferrari och 1048) Oratorio di Sant'Eligio dei Ferrari. |